# Новоочаків
Новооча́ків —  село в Україні, у Березнегуватській селищній громаді Баштанського району Миколаївської області. Населення становить 496 осіб.

## Населення

### Мова
Розподіл населення за рідною мовою за даними перепису 2001 року:
| Мова       | Відсоток |
| ---------- | -------- |
| українська | 93,75%   |
| російська  | 2,62%    |
| вірменська | 2,42%    |
| румунська  | 1,21%    |